# Lista acrobațiilor din Kaleido Star
De-a lungul serialului Kaleido Star se prezintă numeroase
acrobații. Mai jos sunt enumerate toate acrobațiile executate.

## Phoenixul de Aur
Acrobație utilizată de Layla Hamilton și Yuri Killian în spectacolul Romeo și Julieta și la Festivalul Circului precedent. Înainte de a pleca la Paris, Kalos Eldo i-a avertizat pe cei doi că eșecul la festival le va compromite statuturile la Kaleido Stage. Astfel motivată, Layla s-a antrenat suplimentar și a decis să prindă singură trapezul la reprezentație, câștigând concursul. Când recruta Sora Naegino greșește o piruetă și când colegii îi reproșează că a fost acceptată la Kaleido Stage, deși nu știe lucruri elementare din balet, Sora afirmă că într-o zi va executa manevre la fel de minunate ca Layla. Atunci se face propunerea execuției de către Sora a Phoenixului de Aur. La sfârșitul săptămânii sale de antrenament și după ce a îndurat nenumărate replici, Sora reușește să execute acrobația până la momentul prinderii trapezului, dar a fost recunoscut faptul că a trecut proba.

### Executare
Un acrobat se învârte la un trapez special și sare. Postează în poziția Legendarei Păsări de Foc, phoenixul. Coboară către partener care îl ridică alături de el pe trapez.

## Manevra Legendară
Această tehnică a fost executată de Layla Hamilton și Sora Naegino pentru a recupera Kaleido Stage de sub posesia lui Yuri Killian. Cele două efectuează un antrenament intensiv și foarte dificil, sub supravegherea lui Kalos Eldo la Marele Canion. Se menționează că precedentele tentative ale acestui act au fost urmate de moartea acrobaților, deoarece nu reușeau să stăpânească manevra. Sora trece printr-un moment de descurajare, dorind să renunțe, dar munca intensă a Laylei o motivează să continuie. Fool le dezvăluie fetelor secretul execuției după ce acestea afirmă că nu se tem de moarte.
Manevra Legendară este o reprezentație extrem de periculoasă și cunoscută care a cauzat moartea mai multor executanți. Doar cei care pot să-l vadă pe spiritul cunoscut ca Fool stiu in ce consta Manevra. Acesta nu le va dezvălui nici un detaliu despre Manevră decât după ce consideră că executanții ei sunt pregătiți pentru acest lucru. Simplul fapt de a auzi în ce constă manevra va conduce spre o dorință nestăpânită a executantului de a se perfecționa, de a se antrena intens, lucru ce conduce spre moartea acestuia. Singura echipă care a realizat Manevra cu succes și care a supraviețuit acesteia a fost formată din Sora Naegino și Layla Hamilton de la Kaleido Stage.
Detaliile referitoare la Manevră sunt păstrate în secret de către Fool, până când el consideră că executantul este pregătit pentru acest lucru. Detaliile actuale sunt secrete, chiar și pentru privitori, din moment ce doar Sora și Layla pot să le audă în seriile animate. Cu toate acestea, judecând după reprezentația fetelor, cele două se balansează de la trapeze gemene plasate una în fața celeilalte. Acestea vor sări și își vor împinge mâinile pentru a se putea lansa înapoi spre trapezele lor în siguranță. În timpul reprezentației lor, cât timp se țin de mână, Sora și Layla păreau să alunece pe aer ca și cum executau un spectacol pe o scenă.

### Executare
Doi acrobați, așezați față în față, se balansează până ajung să se sincronizeze. Atunci sar de la trapeze și se prind de mâini. Corpurile lor sunt extinse și se schimbă în diferite poziții, creând impresia de zbor. La final se întorc la trapeze folosindu-se de forța brațelor.

### Miscelanee
- Când Sora și Layla își rup legătura dintre ele pentru a încheia Manevra, acea forță a cauzat agravarea loviturii la umărul Laylei, aceasta retrăgându-se de la Kaleido Stage în ultimul episod al primei serii.
- Reprezentația a produs un număr mare al deceselor, dintre care unul a fost al tatălui lui Yuri Killian.
- Se pare că singura persoană care cunoaște detaliile Manevre, cu toate că nu a executat-o este proprietarul de la Kaleido Stage, Kalos Eldo.
- Ken Robbins afirmă că Manevra este executată cu succes dacă partenerii au aceeași greutate corporală, lucru care o determină pe Layla să se forțeze să aibă o dietă pentru ca ea să aibă aceeași greutate ca a Sorei, lucru care va conduce la rănirea umărului la antrenamente.
- În OVA-ul "The Amazing Princess Without A Smile", Sora va avea o viziune cu Rosetta Passel în aceeași ținută, identică cu a ei și a Laylei, lucru ce poate releva faptul că Rosetta este destinată să execute Manevra Legendară.

## Tripla Iluzie
Tehnica executată de Sora Naegino, Anna Heart și Mia Guillem în spectacolul Cenușăreasa, creatorul acesteia fiind Mia. Inițial, se programase ca Mia să fie Zâna cea Bună și să sară la trambulină alături de Layla Hamilton. Deoarece bunica sa era în spital, atenția Miei a fost distrasă, făcând nenumărate greșeli, fapt ce o determină pe Layla să anuleze colaborarea cu ea. Mai târziu, Mia propune ca spectacolul să includă 3 zâne, pe ea, Sora și Anna, fetele primind termen de anrenament 3 zile. Acestea nu se descurcă riscând ca Charlotte și Julie să le înlocuiască. Cele trei reușesc să se mobilizeze și își recapătă rolurile.

### Executare
Trei acrobați sar la trambuline și leagă trei panglicii portocalii între ele, creând un triunghi. Acrobații revin la trambuline iar acesta se desfășoară în jos formând o sferă care se desface sub forma unor franjuri.

## Spirala Demonului
Acrobație inventată de May Wong pentru a obține parteneriatul lui Leon Oswald la Festivalul Circuui. Fiind rănită, încerca să inventeze o acrobație ce necesita doar o mână. Când avea grijă de frățiorii ei, l-a văzut pe unul dintre ei căzând de la o bară în timp ce se legăna și a remarcat irul de mișcări haotice din timpul căderii, pe care le-a perfecționat și le-a transformat într-o acrobație.

### Executare
Un acrobat se balansează la trapez și execută un ansamblu de mișcări haotice sub forma unei spirale. Partenerul aflat în fața lui pe un trapez îl prinde.

## Acrobația Îngerului
Tehnică a cărei istorie o știu foarte puțini, printre care Leon Oswald și Yuri Killian. La început se dorea ca Leon și Sophie Oswald să o execute, însă Sophie va muri într-un accident de mașină. Festivalul de Circ este o oportunitate pentru Yuri și Sora să o execute, însă Sora este descurajată de împrejurările câștigării Festivalului și renunță.

### Executare
Un trapezist își așteaptă partenerul care se balansează spre el. Acesta trebuie să se propulseze delicat din brațele sale și să fie capabil să pluteascăm postând într-un înger. Se spune că cel care stăpânește această manevră devine cu certitudine o adevărată stea, mai ales că deschide inimile angelice din oameni.Cine va executa aceasta acrobatie va putea deschide inima oamenilor si va putea face o scena fara lupte,cu amuzament si cu distractie.

## Iluzia eternă
Tehnica utilizată în Lacul Lebedelor și interpretată de May Wong și Rosetta Passel, spectacol unde Rosetta refuză participarea pentru a nu strica execuția Sorei. Totuși acceptă colaborarea cu May și se antrenează cu aceasta, fiind acceptată. 

### Executare
Un sistem de 3 trapeze, unde doi oameni se balansează. Unul din ei sar spre un trapez, partenerul face o spirală spre trapezul respectiv și trece pe sub partener.